# 厚狭郵便局
厚狭郵便局（あさゆうびんきょく）は、山口県山陽小野田市にある郵便局。民営化前の分類では集配普通郵便局であった。

## 概要
住所：〒757-8799 山口県山陽小野田市厚狭1-6-30

## 沿革
- 1874年（明治7年）12月 - 厚狭郵便取扱所として開設[1]。
- 1875年（明治8年）1月1日 - 厚狭郵便局（五等）となる。
- 1885年（明治18年）11月1日 - 貯金取扱を開始。
- 1892年（明治25年）3月16日 - 為替取扱を開始。
- 1957年（昭和32年）2月11日 - 電話通話および和文電報受付事務の取扱を開始[2]。
- 1987年（昭和62年）3月30日 - 埴生郵便局から集配業務を移管。
- 2000年（平成12年）8月14日 - 外国通貨の両替および旅行小切手の売買に関する業務取扱を開始。
- 2007年（平成19年）10月1日 - 民営化に伴い、併設された郵便事業厚狭支店に一部業務を移管。
- 2012年（平成24年）10月1日 - 日本郵便株式会社発足に伴い、郵便事業厚狭支店を厚狭郵便局に統合。

## 取扱内容
- 郵便、印紙、ゆうパック、内容証明
- 貯金、為替、振替、振込、国際送金、国債、投資信託
- 生命保険、バイク自賠責保険、自動車保険
- ゆうちょ銀行ATM
- 山陽小野田市内の一部地域（山陽地域：〒757-00xx、757-85xx、757-86xx、757-87xx）の集配業務
- ゆうゆう窓口

## 周辺
- 山陽小野田市山陽総合事務所
- 山陽小野田市立厚狭図書館
- 山陽小野田市消防本部山陽消防署

## アクセス
- JR山陽新幹線・山陽本線・美祢線 厚狭駅から徒歩約5分
- 船木鉄道バス 厚狭駅停留所下車
- 山陽自動車道（宇部下関線） 小野田ICから北西へ約5km
- 山口県道225号船木津布田線（旧国道2号）沿い
- 駐車場あり：11台